# Misumenops iners
Misumenops iners es una especie de araña cangrejo del género Misumenops, familia Thomisidae. Fue descrita científicamente por Walckenaer en 1837.

## Distribución
Esta especie se encuentra en los Estados Unidos.